# Gheorghe Pogea
Gheorghe Pogea (n. 1955) este un om politic și inginer român, care a îndeplinit funcția de ministru de stat pentru coordonarea activităților din domeniul economic (cu rang de vicepremier) în primul guvern Tăriceanu (2005-2006) și pe cea de ministru al finanțelor publice în guvernul Emil Boc, între decembrie 2008 și decembrie 2009.

## Biografie

### Studii
Gheorghe Pogea s-a născut în anul 1955. A absolvit Facultatea de Știința și Ingineria Materialelor (metalurgie) din cadrul Institutului Politehnic București în 1981 și este doctor în științe și ingineria materialelor. A urmat specializări postuniversitare la Grupul Academic de Marketing și Management București (1991),  Ecole Superieure de Commerce Marseille-Provence (1993), DC GARDNER TRAINING - LONDRA & FED TRAINING - pregătire în domeniul comunicării (1996), precum și diferite alte cursuri de management. 
După absolvirea facultății, a lucrat în cadrul S.C." Siderurgica" S.A. Hunedoara ca inginer tehnolog, șef de secție, șef al Grupei Tehnico-economice (1981-1991), consilier al directorului general (1992-1993), șef al Serviciului Tehnic (1993-1996) și apoi director general (1997-2001). Din anul 2001, a fost director general al SC "Marmosim" SA Simeria, societate patronată de către liderul Partidului Democrat Adriean Videanu.

### Activitate politică
Pogea este membru al Partidului Democrat (PD) din anul 2000, fiind ales în anul 2001 președinte al Organizației Județene Hunedoara a PD. În anul 2004 a fost ales în funcția de consilier județean din partea PD, președinte al Comisiei de studii, prognoze economico-sociale, buget, finanțe, agricultură, administrarea domeniului public și privat din cadrul Consiliului Județean Hunedoara. În intervalul 2000-2005 perioadă în care a deținut funcția de președinte al BPJ al PD - filiala Hunedoara, Partidul Democrat a obținut în plan local cele mai bune rezultate din intervalul 1992-2004. 
A fost coautor al Programului de Guvernare al Alianței D.A. PNL–PD. A publicat articole cu caracter științific în reviste de specialitate, fiind autor a peste șapte studii și proiecte în domeniul siderurgiei, șapte brevete de inovații și o invenție. 
În perioada 22 august 2005 - 12 iunie 2006, Gheorghe Pogea (50 ani) a îndeplinit funcția de ministru de stat pentru coordonarea activităților din domeniul economic (cu rang de vicepremier) în Guvernul Tăriceanu. El i-a succedat în cadrul Executivului lui Gheorghe Seculici, Presedinte al Organizatiei Judetene PD Arad. În calitate de ministru, Pogea s-a implicat activ în activitatea Guvernului, precum și în promovarea imaginii acestuia în mass-media. La sfârșitul anului 2005, Pogea a participat în cadrul echipei de negociere a Guvernului cu sindicatele din educație. 
La 12 iunie 2006, Gheorghe Pogea a fost retras din guvern de către Partidul Democrat, care a vrut să forțeze desființarea funcției de ministru de stat (erau trei miniștri de stat în guvern la acea dată din partea a trei partide din coaliția guvernamentală). Pogea a afirmat că această mutare a fost corectă și rațională, deoarece ministrul de stat nu dispune de resursele necesare în activitatea din guvern: nu este ordonator de credite, nu are resurse logistice și depinde de secretariatul general al guvernului . 

### Sector privat
Pogea a revenit la activitatea din cadrul sectorului privat, ca administrator al firmei Titan Mar a primarului municipiului București, Adriean Videanu. În paralel, în decembrie 2006, a fost numit membru în Consiliul de Administrație al CEC.

### Viață personală
Gheorghe Pogea este căsătorit și are doi copii.